# Janina Kwaśniewska
Janina Kwaśniewska (ur. 11 marca 1928 w Poznaniu, zm. 31 stycznia 2011) – żeglarka, instruktorka żeglarstwa, sędzia żeglarski klasy państwowej, mierniczy jachtów klasowych, pracownik naukowy Ośrodka Badawczego Normalizacji i Zakładu Systemów Informatycznych Akademii Ekonomicznej w Poznaniu.
Członek honorowy Polskiego Związku Żeglarskiego

## Działalność związkowa[4]
- 1957–1965 sekretarz Poznańskiego OZŻ
- 1963–1964 członek Głównego Kolegium Sędziów PZŻ
- 1966–1970 przewodnicząca Okręgowego Kolegium Sędziów Poznańskiego OZŻ
- 1971–1978 wiceprezes ds. sportu Poznańskiego OZŻ
- 1975–1976 członek zespołu programowania i rozwoju żeglarstwa PZŻ
- 1977–1980 członek Kapitanatu Sportowego PZŻ
- 1977–1982 wicekomandor ds. sportu
- 1981–2000 członek Głównego Kolegium Sędziów PZŻ
- 1985–1990 rzecznik dyscyplinarny PZŻ
- 1985–2000 sekretarz Poznańskiego OZŻ
- 2000–2005 członek Sądu Związkowego PZŻ
- 2001–2005 członek Komisji Historii Żeglarstwa PZŻ[5]

Od 1993 członek komisji Rewizyjnej Jacht Klubu Wielkopolski

## Osiągnięcia sportowe[6]
- 1952 – Mistrzyni Polski kobiet w klasie "0-36"
- 1958 – brązowy medal w Mistrzostwach Polski kobiet w klasie Słonka
- 1962 – Mistrzyni Polski kobiet w klasie Słonka
- 1963 – Mistrzyni Polski kobiet w klasie Słonka
- 1964 – Mistrzyni Polski kobiet w klasie Słonka
- 1965 – Mistrzyni Polski kobiet w klasie Słonka

## Odznaczenia
- Krzyż Kawalerski Orderu Odrodzenia Polski[7]
- Odznaka honorowa „Zasłużony Pracownik Morza”
- Medal za Szczególne Zasługi dla Żeglarstwa Polskiego[8]
- Złota Odznaka „Zasłużony Działacz Kultury Fizycznej”
- Honorowa Odznaka "Za Zasługi dla Żeglarstwa Wielkopolskiego"[9]
- Medal 75-lecia Żeglarstwa Wielkopolskiego[10]
- Tytuł i odznaka „Mistrz Sportu”[11]